# تمثال الأب سيرا

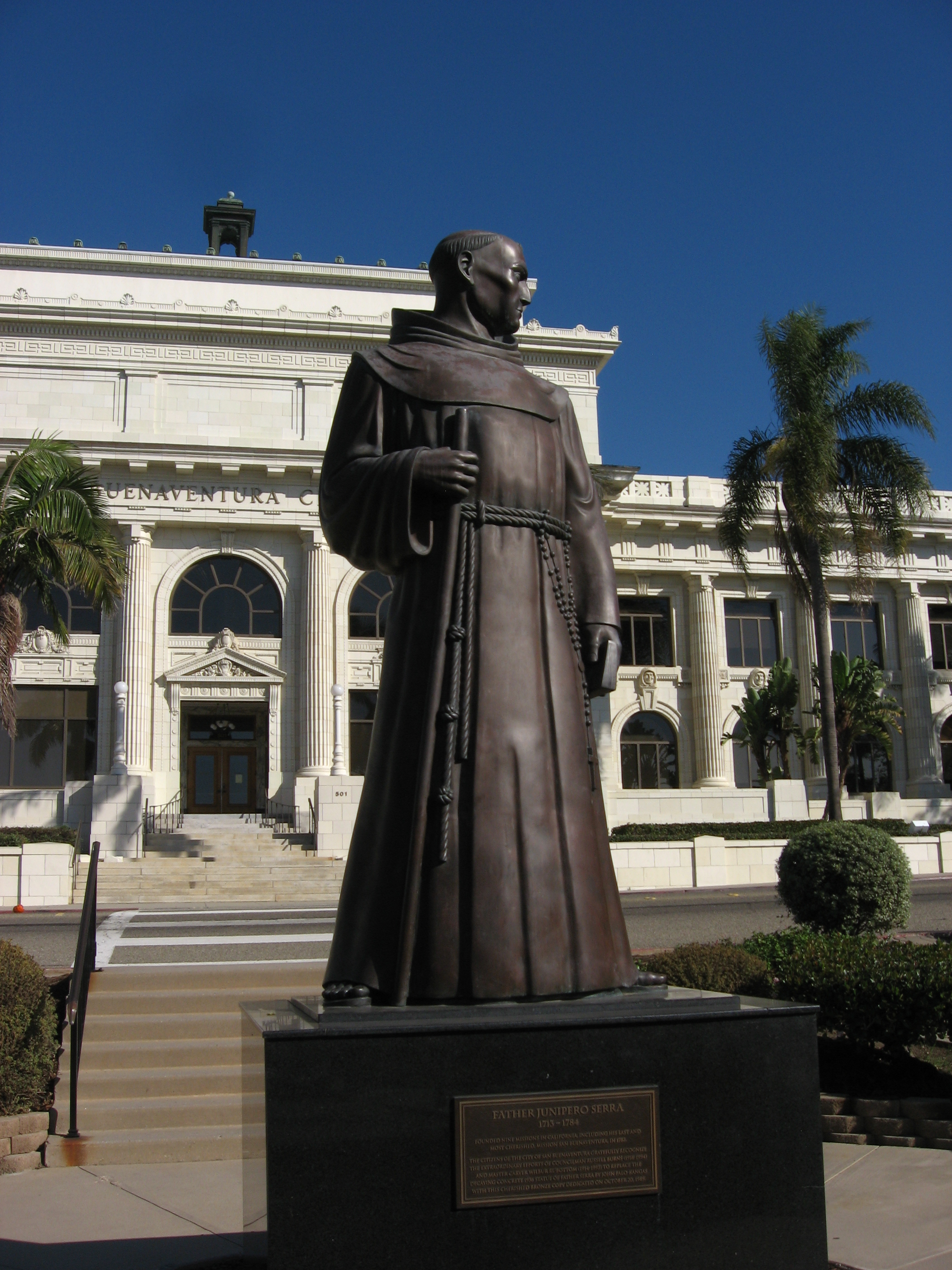
تمثال الأب سيرا في فينتورا بولاية كاليفورنيا

جرى تكليف تمثال الأب سيرا في فينتورا، كاليفورنيا، الذي يصور جونيبيرو سيرا، مؤسس مهمة سان بوينافينتورا، من قبل مقاطعة فينتورا من طريق إدارة التقدم الهندسي بوصفه جزءًا من مشروع فني فيدرالي. في عام 1936م، وُضع هذا التمثال الذي نحته أونو جون بالو كانجاس في مكان بارز في حديقة عامة عبر الشارع من مبنى المحكمة في مقاطعة فينتورا. بعد أن جرى تغيير الغرض من مبنى المحكمة إلى قاعة مدينة فينتورا، جرى تعيين تمثال الأب سيرا الخرساني بمثابة مدينة فنتورا التاريخية رقم 3 في عام 1974. ومع تدهور التمثال الخرساني أصبح مصدر قلق، أنشئت نسخة طبق الأصل من الخشب من قبل النحاتين المحليين، واستخدمت لصنع قالب برونزي. جرى استبدال التمثال الخرساني بالصب البرونزي في عام 1989، ووضعت نسخة خشبية طبق الأصل في ردهة قاعة المدينة للعرض على الجمهور.
أثار العرض العام لتمثال سيرا جدلًا، لا سيما أولئك الذين يزعمون أن سيرا مسؤولة عن قمع ثقافة تشوماش. في عام 2020، قرر مجلس المدينة إزالة التماثيل البرونزية والنسخ الخشبية المقلدة من العرض العام.

## وصف تمثال سيرا
يبلغ طول التمثال 9 أقدام و4 بوصات (2.84 مترًا)، ويظهر سيرا واقفًا ورأسه متجه إلى اليسار، مرتديًا سترة فرنسيسكيا (الملابس الدينية) مع قبعة وصندل وحبل (أو صخرة) ومسبحة معلقة على حزامه وكتاب في يده اليسرى و ممسكًا بعصا في اليمنى.

### نظرة تاريخة حول تمثال الأب سيرا
في عام 1935، قام النحات أونو جون بالو كانجاس (1904-1957)، المولود في فنلندا ونشأ في ميشيغان، بإنشاء تمثال للسلطة بتكليف من مقاطعة فينتورا وإدارة التقدم الهندسي، جزءًا من مشروع الفن الفيدرالي. قاضى 5000 دولار أمريكي مقابل العمل. في عام 1935، نال كانجاس بعض الثناء لتركيبه تمثالًا بطوليًا لفريق حماية مدني يُدعى «المحافظة على الإنسان و الطبيعة» في متنزه جريفيث في لوس أنجلوس.
يبدأ كانغاس بعثات لزيارة سانتا باربرا وفينتورا لدراسة صور سيرا والتعرف على حياته وملابسه، ووضع أيضًا خططًا مختلفة للاستعدادات. بدأت عملية النحت بإنشاء نموذج كامل من الصلصال. استغرق نموذج الطين أربعة أشهر حتى يكتمل وتم بناؤه في استوديو كانغاس في 3929 شارع فاونتن، لوس أنجلوس. بُنيت منحوتات التيراكوتا حول إطار من الصوف الخشبي والأسلاك، ثم غُطيت بطبقات من الطين وفقًا لأحد معاصري الفنان، استخدم كانغاس المقيم في مينرز أوك جوردون دوغلاس نموذجًا لوجه سيرا. ( 3) في أغسطس 1936م، نشرت لوس أنجلوس تايمز صورة كبيرة لكانغاس يقف ب تمثال من الطين.
تصميم المنحوتة الصلصالية الأصلية غير معروف، وقد أشار تقرير صحفي في أبريل 1938 إلى أن نموذج الطين الأصلي قد أعير إلى متحف في بوتي، مونتانا، لمعرض عن نماذج الميزان من النحت. وقد أعلن أن: «فراي جونيبيرو سيرا، من قبل جون بالو، كانغاس، أحد النماذج المصغرة للنحت التي ستعرض في مركز الفن بوت، ابتداءً من 21 أبريل، في الأصل في محكمة مقاطعة فينتورا في سان بوينافينتورا، كاليفورنيا» 

### النحت الخرساني
استخدم كانجاس الجص الباريسي لبناء كتلة واحدة من التراكوتا. وُضع القالب أمام الفناء، وبُنيت سقالة حول القالب. قام كانجا بجمع الرمل والحصى من نهر فينتورا، المستخدم في صنع حصى الخرسانة، الذي يسكبه في قالب على الفور. بعد أن تصلب الخرسانة، قم بإزالة القالب وقم بتنعيم السطح الخارجي.
في 27 نوفمبر 1936، جرى الكشف عن تمثال كانجاس الخرساني  في مكان بارز في حديقة صغيرة مقابل محكمة مقاطعة فينتورا. حضر كبار الشخصيات -ومنهم كانجاس، والحاكم فرانك ميريام، والعمدة جورج نويل جونيور- حفل إزاحة الستار. قال الحاكم ميريام في كلمته: «تمثال جميل على وشك الظهور، يجسد روح الكاهن الرائد النبيل والشجاع والوطني المقدس»،  وجرى تضمين حديقة صغيرة في نقل الملكية. صُنِّف التمثال الخرساني للأب سيرا بأنه المعلم التاريخي رقم 3 في فنتورا في عام 1974.
بحلول الثمانينيات من القرن الماضي، أدى التعرض للهواء المالح لفنتورا ومياه الأمطار المتجمعة في طوق رداء التمثال إلى تكوين حوض تدهور. وتضرر التمثال أيضًا بالطلاء، واستخدمت المدينة ورق الصنفرة لتلميع التمثال، ما أدى إلى إتلاف الطبقة الخارجية الملساء للتمثال وتسريع عملية التحلل. جرت إزالة التمثال من قاعدة التمثال في سبتمبر 1989 لإفساح المجال أمام الصب البرونزي. وتعتزم المدينة تخزين التماثيل الخرسانية حتى اكتمال متحف الأدوات الزراعية القادم، حيث ستنصب التماثيل الخرسانية. أصيب بوب فيلر، الداعم الرئيسي لمتحف الأدوات الزراعية، بالمرض، لذلك أُجِّل افتتاحه. في عام 1996، عثر مراسل من صحيفة لوس أنجلوس تايمز على تمثال خرساني في مستودع صناعي تديره شركة خدمات لحقول النفط والشاحنات في شارع فينتورا. في عام 1989، هُدم التمثال باستخدام رافعة الأقمار الصناعية، وخزِّن مؤقتًا في مجال الأقمار الصناعية حتى أبريل 2018، ظل التمثال الخرساني في قفص خشبي متعفن في فناء ساحة المعاهدة في الفضاء الخارجي.